# Liga1 2021 (Perú)
La Liga1 de Fútbol Profesional 2021, conocida como Liga1 2021 y por razones de patrocinio como Liga1 Betsson 2021, fue la edición número 105 de la Primera División del Perú, la quincuagésima sexta desde que se descentraliza en 1966, la tercera bajo la denominación de Liga1 y la primera bajo el patrocinio de Betsson.
La Federación Peruana de Fútbol organiza y controla el desarrollo del torneo a través de la Comisión Organizadora de Competiciones.
En esta temporada la Primera División de Perú cuenta con 18 equipos participantes, dos menos que en la temporada anterior. Con ello, el Torneo de Primera División vuelve a contar con el mismo número del torneo de 2019, que es lo que se encuentra establecido en el Lineamiento general de la Liga1 y de la Gerencia de la Liga de Fútbol Profesional Peruano.
Alianza Lima logró ganar su título número 24 al superar en la final a Sporting Cristal, cabe resaltar el retorno de público en los estadios luego de aproximadamente dos temporadas para las finales del torneo.

## Sistema de competición
Los participantes disminuyeron de 20 a 18 equipos. Por eso se hicieron unas modificaciones en el formato:
- Los equipos pasarían de jugar 28 a 26 partidos en el año.

### Localías
Todos los partidos del campeonato se disputarían en Lima, con la condición de que los equipos de Lima no jueguen en sus respectivos estadios y tampoco habrían hinchas en los mismos, los estadios asignados fueron:
- Estadio Nacional
- Estadio Alberto Gallardo
- Estadio Alejandro Villanueva
- Estadio Iván Elías Moreno
- Estadio Miguel Grau
- Estadio Monumental
- Estadio San Marcos
- Estadio VIDENA

### Torneos Cortos

#### Fase 1
El primero torneo corto del año, su formato era muy similar al de la Fase 2 del 2020, los 18 equipos se dividían en 2 grupos de 9 equipos donde jugaban todos contra todos en 8 jornadas, pero también había un cambio, cada club tendría una fecha donde se enfrentaría a su clásico rival que estaba en otro grupo haciendo así 9 fechas, los 2 primeros de cada grupo disputarían una final y allí saldría el campeón. 

#### Fase 2
La Fase 2 tendría un sistema muy similar a la Fase 1 del 2020, los 18 equipos jugaban todos contra todos en 17 fechas y el primer clasificado lograba ser el campeón

### Definición del título
Para la definición del título participarán los vencedores de la Fase 1 y Fase 2 junto con los dos primeros equipos de la Tabla acumulada, con las siguientes consideraciones:
- Si los campeones de la Fase 1 y Fase 2 y los 2 primeros del acumulado son distintos equipos, se disputarán Semifinales y Final.
- Si un equipo gana Fase 1 o Fase 2, y está entre de los dos primeros del acumulado, clasifica directamente a la Final. Su rival será el ganador de la semifinal entre el otro ganador de uno de los torneos y el otro equipo del acumulado.
- Si los dos equipos ganadores de los torneos también son los 2 primeros del acumulado, se jugará directamente la Final entre esos equipos.
- Si un equipo es ganador de ambos torneos, se proclamará campeón nacional automáticamente.

### Clasificación a torneos internacionales
La Conmebol otorga 8 cupos a Perú para los torneos internacionales que se distribuyen de la siguiente manera:

#### Copa Libertadores
- Perú 1: Campeón de la Liga1
- Perú 2: Subcampeón de la Liga1
- Perú 3: Tercer lugar de la Liga1
- Perú 4: Cuarto lugar de la Liga1

#### Copa Sudamericana
- Perú 1: Quinto lugar de la Liga1
- Perú 2: Sexto lugar de la Liga1
- Perú 3: Séptimo lugar de la Liga1
- Perú 4: Campeón de la Copa Bicentenario

Nota: En caso de que el campeón de la Copa Bicentenario clasifique a un torneo internacional mediante el acumulado de la Liga1 2021, el cupo que otorga dicha competición será cedido al octavo lugar de la Tabla acumulada de la Liga1.

### Descenso a Liga2
Los equipos que ocupen los lugares 17° y 18° de la Tabla acumulada descenderán de categoría y disputarán la Liga2 2022 y el equipo que queda en el lugar 16° disputaría una revalidación contra el subcampeón de la Liga2 2021.

## Ascensos y descensos
Hubo 3 Descensos en la Temporada 2020 y 1 Ascenso (Campeón de Segunda División) en esta Temporada.
Por lo que se Disminuye de 20 a 18 equipos para este 2021. Es decir, Un total de 18 equipos disputarán la liga: los 17 primeros clasificados en la tabla acumulada de la Liga1 2020 y el campeón de la Liga2 2020.

#### Equipos relegados a Segunda División
En la Liga1 2020, los equipos que descendieron inicialmente fueron Alianza Lima, Atlético Grau y el Deportivo Llacuabamba, estos últimos descendieron luego de perder 0-6 contra FBC Melgar en la fecha 26, bajando a Segunda luego de su debut en la máxima categoría, por su parte, el Atlético Grau descendió tras empatar con Alianza Universidad en la última jornada perdiendo la categoría en su regreso a primera.

##### Caso Alianza Lima y Carlos Stein
Tras la última jornada del campeonato del 2020, Alianza Lima descendía a Liga2 luego de perder 2-0 contra Sport Huancayo, pero el cuadro victoriano presentó a la FPF y luego al TAS un reclamo donde el Carlos Stein debía perder 2 puntos por incumplimiento de pagos a su propia delegación, según el reglamento. El 17 de marzo, cuando el campeonato ya había iniciado e incluso incluso Carlos Stein ya había disputado su primer partido de la temporada, el TAS dictaminó que al cuadro de Lambayeque sí se le debía restar dicho puntaje y con eso Alianza Lima mantuvo la categoría y Carlos Stein descendió a Segunda División.En conclusión Alianza Lima si volvió a Primera División luego de 3 meses y medio.

#### Equipos ascendidos a Primera División
El único equipo que ascendió fue el Alianza Atlético, los piuranos lograron quedar en el 3° lugar de la Primera Fase clasificándose a las Semifinales donde superarían al Sport Chavelines por 2-4 y en la final superarían al Juan Aurich por 2-1 volviendo a primera luego de 4 años.
| Posición                   | Ascendidos de la Liga2 2020                                         |
| -------------------------- | ------------------------------------------------------------------- |
| 0. 1º CP 2020              | 0 Ninguno de Copa Perú 2020                                         |
| 1. 3º 2D 2020 Ganad. Final | Alianza Atlético (Liga2 2020 Regular y Ganador Final 2020) Asciende |

| Posición    | Descendidos a la Liga2 2021            |
| ----------- | -------------------------------------- |
| 18° 1D 2020 | Atlético Grau (Liga2 2021) (D)         |
| 19° 1D 2020 | FC Carlos Stein (Liga2 2021) (D)       |
| 20° 1D 2020 | Deportivo Llacuabamba (Liga2 2021) (D) |

| Posición    | Devuelto por resolución Liga1 2021                                                        |
| ----------- | ----------------------------------------------------------------------------------------- |
| 17° 1D 2020 | Alianza Lima (Devuelto a Liga1 2021 por resolución del TAS). (Retorna a Primera División) |

## Equipos participantes

### Localización
Perú está dividido en 24 departamentos y una provincia constitucional, 11 están representados en el campeonato con por lo menos un equipo. El Departamento de Lima cuenta con la mayor cantidad de representantes (5 equipos), le siguen el Departamento de La Libertad, el Departamento de Cusco y la Provincia Constitucional del Callao (2 equipos).
| Provincia de Lima | 5 | Alianza Lima, Deportivo Municipal, Sporting Cristal, Universidad San Martín y Universitario | Alianza Lima Deportivo Municipal Sporting Cristal U. San Martín Universitario UTC Carlos A. Mannucci U. César Vallejo FBC Melgar Binacional Ayacucho FC Alianza Universidad Cienciano Cusco FC Sport Huancayo Cantolao Sport · Boys Alianza Atlético Localización de los equipos de la Primera División 2021 |
| Callao            | 2 | Academia Cantolao y Sport Boys                                                              | Alianza Lima Deportivo Municipal Sporting Cristal U. San Martín Universitario UTC Carlos A. Mannucci U. César Vallejo FBC Melgar Binacional Ayacucho FC Alianza Universidad Cienciano Cusco FC Sport Huancayo Cantolao Sport · Boys Alianza Atlético Localización de los equipos de la Primera División 2021 |
| Cusco             | 2 | Cienciano y Cusco FC                                                                        | Alianza Lima Deportivo Municipal Sporting Cristal U. San Martín Universitario UTC Carlos A. Mannucci U. César Vallejo FBC Melgar Binacional Ayacucho FC Alianza Universidad Cienciano Cusco FC Sport Huancayo Cantolao Sport · Boys Alianza Atlético Localización de los equipos de la Primera División 2021 |
| La Libertad       | 2 | Carlos A. Mannucci y Universidad César Vallejo                                              | Alianza Lima Deportivo Municipal Sporting Cristal U. San Martín Universitario UTC Carlos A. Mannucci U. César Vallejo FBC Melgar Binacional Ayacucho FC Alianza Universidad Cienciano Cusco FC Sport Huancayo Cantolao Sport · Boys Alianza Atlético Localización de los equipos de la Primera División 2021 |
| Arequipa          | 1 | FBC Melgar                                                                                  | Alianza Lima Deportivo Municipal Sporting Cristal U. San Martín Universitario UTC Carlos A. Mannucci U. César Vallejo FBC Melgar Binacional Ayacucho FC Alianza Universidad Cienciano Cusco FC Sport Huancayo Cantolao Sport · Boys Alianza Atlético Localización de los equipos de la Primera División 2021 |
| Ayacucho          | 1 | Ayacucho FC                                                                                 | Alianza Lima Deportivo Municipal Sporting Cristal U. San Martín Universitario UTC Carlos A. Mannucci U. César Vallejo FBC Melgar Binacional Ayacucho FC Alianza Universidad Cienciano Cusco FC Sport Huancayo Cantolao Sport · Boys Alianza Atlético Localización de los equipos de la Primera División 2021 |
| Cajamarca         | 1 | UTC                                                                                         | Alianza Lima Deportivo Municipal Sporting Cristal U. San Martín Universitario UTC Carlos A. Mannucci U. César Vallejo FBC Melgar Binacional Ayacucho FC Alianza Universidad Cienciano Cusco FC Sport Huancayo Cantolao Sport · Boys Alianza Atlético Localización de los equipos de la Primera División 2021 |
| Huánuco           | 1 | Alianza Universidad                                                                         | Alianza Lima Deportivo Municipal Sporting Cristal U. San Martín Universitario UTC Carlos A. Mannucci U. César Vallejo FBC Melgar Binacional Ayacucho FC Alianza Universidad Cienciano Cusco FC Sport Huancayo Cantolao Sport · Boys Alianza Atlético Localización de los equipos de la Primera División 2021 |
| Junín             | 1 | Sport Huancayo                                                                              | Alianza Lima Deportivo Municipal Sporting Cristal U. San Martín Universitario UTC Carlos A. Mannucci U. César Vallejo FBC Melgar Binacional Ayacucho FC Alianza Universidad Cienciano Cusco FC Sport Huancayo Cantolao Sport · Boys Alianza Atlético Localización de los equipos de la Primera División 2021 |
| Piura             | 1 | Alianza Atlético                                                                            | Alianza Lima Deportivo Municipal Sporting Cristal U. San Martín Universitario UTC Carlos A. Mannucci U. César Vallejo FBC Melgar Binacional Ayacucho FC Alianza Universidad Cienciano Cusco FC Sport Huancayo Cantolao Sport · Boys Alianza Atlético Localización de los equipos de la Primera División 2021 |
| Puno              | 1 | Binacional                                                                                  | Alianza Lima Deportivo Municipal Sporting Cristal U. San Martín Universitario UTC Carlos A. Mannucci U. César Vallejo FBC Melgar Binacional Ayacucho FC Alianza Universidad Cienciano Cusco FC Sport Huancayo Cantolao Sport · Boys Alianza Atlético Localización de los equipos de la Primera División 2021 |

### Información de los equipos
| Equipo                    | Ciudad   | Entrenador        | Proveedor    | Patrocinador principal (en la equipación) |
| ------------------------- | -------- | ----------------- | ------------ | ----------------------------------------- |
| Academia Cantolao         | Callao   | Carlos Silvestri  | Verco        | BetGana                                   |
| Alianza Atlético          | Sullana  | Marcelo Vivas     | Walon        | Caja Sullana                              |
| Alianza Lima              | Lima     | Carlos Bustos     | Nike         | Banco Pichincha                           |
| Alianza Universidad       | Huánuco  | Julio César Uribe | New Athletic | UDH                                       |
| Ayacucho FC               | Ayacucho | Walter Fiori      | Real         |                                           |
| Carlos A. Mannucci        | Trujillo | Pablo Peirano     | Walon        | UPAO                                      |
| Cienciano                 | Cusco    | Gerardo Ameli     | New Athletic | Caja Huancayo                             |
| Cusco FC                  | Cusco    | Marcelo Grioni    | Walon        | Caja Cusco                                |
| Deportivo Binacional      | Puno     | Carlos Desio      | New Athletic |                                           |
| Deportivo Municipal       | Lima     | Hernán Lisi       | Umbro        | Edificaciones Inmobiliarias               |
| FBC Melgar                | Arequipa | Néstor Lorenzo    | Walon        | Caja Arequipa                             |
| Sport Boys                | Callao   | Ítalo Manzo       | Sfera3       | Roky's                                    |
| Sport Huancayo            | Huancayo | Javier Arce       | Walon        | Caja Huancayo                             |
| Sporting Cristal          | Lima     | Roberto Mosquera  | Adidas       | Cerveza Cristal                           |
| Universidad César Vallejo | Trujillo | José del Solar    | Real         | UCV                                       |
| Universidad San Martín    | Lima     | José Espinoza     | Umbro        | USMP                                      |
| UTC                       | Cutervo  | Mario Viera       | Real         |                                           |
| Universitario             | Lima     | Gregorio Pérez    | Marathon     | Caja Huancayo                             |

### Jugadores Extranjeros
| Equipo                    | Jugador 1              | Jugador 2          | Jugador 3          | Jugador 4           | Jugador 5            |
| ------------------------- | ---------------------- | ------------------ | ------------------ | ------------------- | -------------------- |
| Academia Cantolao         | Christian Limousin     | José Ramírez       | Gabriel Leyes      | Iván Luquetta       | Maximiliano Barreiro |
| Alianza Atlético          | Ignacio Barrios        | Azmahar Ariano     | Kevin Lugo         | Víctor Perlaza      | Ramiro Fergonzi      |
| Alianza Lima              | Pablo Míguez           | Jonathan Lacerda   | Hernán Barcos      | Arley Rodríguez     | Edgar Benítez        |
| Alianza Universidad       | Diego Morales          | Jonathan Ávila     | Carlos Neumann     | Diego Manicero      |                      |
| Ayacucho FC               | Maximiliano Cavallotti | Leandro Sosa       | Guillermo Firpo    | Pablo Lavandeira    | Othoniel Arce        |
| Carlos A. Mannucci        | Renzo Alfani           | Gonzalo Godoy      | Lucas Rodríguez    | Mauro Guevgeozián   | Felipe Rodríguez     |
| Cienciano                 | Lampros Kontogiannis   | Abdiel Ayarza      | Juan Romagnoli     | Danilo Carando      |                      |
| Cusco FC                  | Gonzalo Rizzo          | Anier Figueroa     | Alfredo Ramúa      | Matías Abisab       | Nicolás Royón        |
| Deportivo Binacional      | Camilo Mancilla        | Johan Arango       | Marlon de Jesús    | Nicolás Marotta     |                      |
| Deportivo Municipal       | Diego Melián           | Luis Cardoza       | Jhony Galli        | Roberto Ovelar      | Alexis Rodríguez     |
| FBC Melgar                | Horacio Orzán          | Bernardo Cuesta    | Fabio Pereyra      | Cristian Bordacahar | Mariano Vázquez      |
| Sport Boys                | Ernest Nungaray        | Sebastián Penco    | Lucas Campana      |                     |                      |
| Sport Huancayo            | Jimmy Valoyes          | Oscar Barreto      | Charles Monsalvo   | Liliu               | Jarlín Quintero      |
| Sporting Cristal          | Omar Merlo             | Alejandro González | Jhon Marchán       | Marcos Riquelme     |                      |
| Universidad César Vallejo | Leandro Fleitas        | Jairo Vélez        | Arquímedes Figuera | Santiago Silva      |                      |
| Universidad San Martín    | Martín Pérez Guedes    | Franco Zanelatto   | Carlos Monges      | José Hurtado        |                      |
| UTC                       | Nicolás Ortíz          | Gerardo Gordillo   | Leonardo Villalba  | Gaspar Gentile      | Alexis Blanco        |
| Universitario             | Federico Alonso        | Hernán Novick      | Luis Urruti        | Alberto Quintero    | Enzo Gutiérrez       |

## Fase 1

### Liguilla A
|    | Equipo             | PJ | G | E | P | GF | GC | Dif | Pts | Notas |
| -- | ------------------ | -- | - | - | - | -- | -- | --- | --- | ----- |
| 1. | Univ. San Martín   | 9  | 6 | 1 | 2 | 10 | 6  | +4  | 19  | Final |
| 2. | Ayacucho FC        | 9  | 3 | 6 | 0 | 16 | 10 | +6  | 15  |       |
| 3. | Universitario      | 9  | 4 | 3 | 2 | 12 | 11 | +1  | 15  |       |
| 4. | Cienciano          | 9  | 4 | 2 | 3 | 14 | 12 | +2  | 14  |       |
| 5. | Carlos A. Mannucci | 9  | 3 | 3 | 3 | 13 | 14 | -1  | 12  |       |
| 6. | Alianza Atlético   | 9  | 3 | 1 | 5 | 10 | 9  | +1  | 10  |       |
| 7. | UTC                | 9  | 3 | 1 | 5 | 9  | 12 | -3  | 10  |       |
| 8. | Academia Cantolao  | 9  | 3 | 1 | 5 | 8  | 13 | -5  | 10  |       |
| 9. | FBC Melgar         | 9  | 2 | 3 | 4 | 11 | 12 | -1  | 9   |       |

### Liguilla B
|    | Equipo               | PJ | G | E | P | GF | GC | Dif | Pts | Notas |
| -- | -------------------- | -- | - | - | - | -- | -- | --- | --- | ----- |
| 1. | Sporting Cristal     | 9  | 8 | 0 | 1 | 18 | 6  | +12 | 24  | Final |
| 2. | Univ. César Vallejo  | 9  | 5 | 3 | 1 | 17 | 8  | +9  | 18  |       |
| 3. | Alianza Lima         | 9  | 4 | 4 | 1 | 12 | 6  | +6  | 16  |       |
| 4. | Sport Huancayo       | 9  | 3 | 3 | 3 | 8  | 9  | -1  | 12  |       |
| 5. | Sport Boys           | 9  | 3 | 1 | 5 | 12 | 14 | -2  | 10  |       |
| 6. | Alianza Universidad  | 9  | 3 | 1 | 5 | 8  | 13 | -5  | 10  |       |
| 7. | Cusco FC             | 9  | 1 | 5 | 3 | 12 | 13 | -1  | 8   |       |
| 8. | Deportivo Municipal  | 9  | 2 | 1 | 6 | 6  | 15 | -9  | 7   |       |
| 9. | Deportivo Binacional | 9  | 1 | 1 | 7 | 8  | 21 | -13 | 4   |       |

### Final de la Fase 1
Para mayor detalle véase: Final de la Fase 1
| 30 de mayo de 2021, 14:00 | Sporting Cristal                   | 2:0 (0:0, 0:0) (t. s.) | Universidad San Martín | Alejandro Villanueva, Lima |                          |
|                           | Hohberg 94' · Riquelme 107' (pen.) | Reporte                |                        | Árbitro(s): Kevin Ortega   | Árbitro(s): Kevin Ortega |

|                                                                            |
| Campeón Fase 1 Sporting Cristal Clasifica a las semifinales del campeonato |

## Fase 2

### Tabla de posiciones
|     | Equipo               | PJ | G  | E | P  | GF | GC | Dif | Pts | Notas                  |
| --- | -------------------- | -- | -- | - | -- | -- | -- | --- | --- | ---------------------- |
| 1.  | Alianza Lima         | 17 | 12 | 4 | 1  | 27 | 11 | +16 | 40  | Copa Libertadores 2022 |
| 2.  | Sporting Cristal     | 17 | 10 | 4 | 3  | 39 | 23 | +16 | 34  |                        |
| 3.  | Universitario        | 17 | 9  | 5 | 3  | 31 | 19 | +12 | 32  |                        |
| 4.  | FBC Melgar           | 17 | 9  | 4 | 4  | 34 | 15 | +19 | 31  |                        |
| 5.  | Sport Boys           | 17 | 7  | 7 | 3  | 24 | 20 | +4  | 28  |                        |
| 6.  | Cienciano            | 17 | 6  | 8 | 3  | 27 | 20 | +7  | 26  |                        |
| 7.  | Deportivo Municipal  | 17 | 7  | 3 | 7  | 26 | 22 | +4  | 24  |                        |
| 8.  | Univ. César Vallejo  | 17 | 6  | 6 | 5  | 14 | 12 | +2  | 24  |                        |
| 9.  | Carlos A. Mannucci   | 17 | 7  | 3 | 7  | 27 | 26 | +1  | 24  |                        |
| 10. | UTC                  | 17 | 6  | 5 | 6  | 19 | 21 | -2  | 23  |                        |
| 11. | Ayacucho FC          | 17 | 6  | 4 | 7  | 21 | 26 | -5  | 22  |                        |
| 12. | Deportivo Binacional | 17 | 6  | 3 | 8  | 24 | 29 | -5  | 21  |                        |
| 13. | Sport Huancayo       | 17 | 3  | 9 | 5  | 18 | 21 | -3  | 18  |                        |
| 14. | Academia Cantolao    | 17 | 4  | 5 | 8  | 20 | 24 | -4  | 17  |                        |
| 15. | Cusco FC             | 17 | 4  | 4 | 9  | 30 | 36 | -6  | 16  |                        |
| 16. | Alianza Atlético     | 17 | 4  | 3 | 10 | 21 | 37 | -16 | 15  |                        |
| 17. | Alianza Universidad  | 17 | 3  | 5 | 9  | 17 | 32 | -15 | 14  |                        |
| 18. | Univ. San Martín     | 17 | 1  | 4 | 12 | 8  | 33 | -25 | 7   |                        |

|                                                                        |
| Campeón Fase 2 Alianza Lima Clasifica a las semifinales del campeonato |

## Tabla acumulada
|     | Equipo                    | PJ | G  | E  | P  | GF | GC | Dif | Pts | Notas                                               |
| --- | ------------------------- | -- | -- | -- | -- | -- | -- | --- | --- | --------------------------------------------------- |
| 1.  | Sporting Cristal (GA)     | 26 | 18 | 4  | 4  | 57 | 29 | +28 | 58  | Final y fase de grupos de la Copa Libertadores 2022 |
| 2.  | Alianza Lima (GC) (CN)    | 26 | 16 | 8  | 2  | 39 | 17 | +22 | 56  | Final y fase de grupos de la Copa Libertadores 2022 |
| 3.  | Universitario             | 26 | 13 | 8  | 5  | 43 | 30 | +13 | 45  | Segunda fase de la Copa Libertadores 2022           |
| 4.  | Universidad César Vallejo | 26 | 11 | 9  | 6  | 31 | 20 | +11 | 42  | Primera fase de la Copa Libertadores 2022           |
| 5.  | FBC Melgar                | 26 | 11 | 7  | 8  | 45 | 27 | +18 | 40  | Primera fase de la Copa Sudamericana 2022           |
| 6.  | Cienciano                 | 26 | 10 | 10 | 6  | 41 | 32 | +9  | 39  | Primera fase de la Copa Sudamericana 2022           |
| 7.  | Sport Boys                | 26 | 10 | 8  | 8  | 36 | 34 | +2  | 37  | Primera fase de la Copa Sudamericana 2022           |
| 8.  | Ayacucho FC               | 26 | 9  | 10 | 7  | 37 | 36 | +1  | 37  | Primera fase de la Copa Sudamericana 2022           |
| 9.  | Carlos A. Mannucci        | 26 | 10 | 6  | 10 | 40 | 40 | 0   | 36  |                                                     |
| 10. | UTC                       | 26 | 9  | 6  | 11 | 28 | 33 | -5  | 33  |                                                     |
| 11. | Sport Huancayo            | 26 | 6  | 12 | 8  | 26 | 30 | -4  | 30  |                                                     |
| 12. | Deportivo Municipal       | 26 | 9  | 4  | 13 | 32 | 37 | -5  | 30  |                                                     |
| 13. | Academia Cantolao         | 26 | 7  | 6  | 13 | 28 | 37 | -9  | 27  |                                                     |
| 14. | Alianza Atlético          | 26 | 7  | 4  | 15 | 31 | 46 | -15 | 25  |                                                     |
| 15. | Deportivo Binacional      | 26 | 7  | 4  | 15 | 32 | 50 | -18 | 25  |                                                     |
| 16. | Universidad San Martín    | 26 | 7  | 5  | 14 | 18 | 39 | -21 | 25  |                                                     |
| 17. | Cusco FC                  | 26 | 5  | 9  | 12 | 42 | 49 | -7  | 23  | Liga2 2022                                          |
| 18. | Alianza Universidad       | 26 | 6  | 6  | 14 | 25 | 45 | -20 | 23  | Liga2 2022                                          |

### Evolución de la tabla acumulada
| Torneo                  | Fase 1 | Fase 1 | Fase 1 | Fase 1 | Fase 1 | Fase 1 | Fase 1 | Fase 1 | Fase 1 | Fase 2 | Fase 2 | Fase 2 | Fase 2 | Fase 2 | Fase 2 | Fase 2 | Fase 2 | Fase 2 | Fase 2 | Fase 2 | Fase 2 | Fase 2 | Fase 2 | Fase 2 | Fase 2 | Fase 2 |
| Jornada                 | 1      | 2      | 3      | 4      | 5      | 6      | 7      | 8      | 9      | 10     | 11     | 12     | 13     | 14     | 15     | 16     | 17     | 18     | 19     | 20     | 21     | 22     | 23     | 24     | 25     | 26     |
| Equipo                  |        |        |        |        |        |        |        |        |        |        |        |        |        |        |        |        |        |        |        |        |        |        |        |        |        |        |
| ----------------------- | ------ | ------ | ------ | ------ | ------ | ------ | ------ | ------ | ------ | ------ | ------ | ------ | ------ | ------ | ------ | ------ | ------ | ------ | ------ | ------ | ------ | ------ | ------ | ------ | ------ | ------ |
| Sporting Cristal 6 8    | 1      | 1      | 1      | 1      | 1      | 1      | 1      | 1      | 1      | 1      | 1      | 1      | 1      | 1      | 1      | 2      | 1      | 1      | 1      | 1      | 2      | 2      | 2      | 2      | 1      | 1      |
| Alianza Lima 1 3        | 10     | 13     | 13     | 9      | 10     | 12     | 9      | 7      | 4      | 3      | 3      | 3      | 3      | 2      | 2      | 1      | 2      | 2      | 2      | 2      | 1      | 1      | 1      | 1      | 2      | 2      |
| Universitario 5         | 8      | 12     | 15     | 12     | 13     | 10     | 7      | 6      | 6      | 8      | 5      | 7      | 7      | 6      | 6      | 6      | 7      | 7      | 4      | 7      | 5      | 4      | 3      | 3      | 3      | 3      |
| Univ. César Vallejo     | 3      | 8      | 4      | 3      | 3      | 4      | 5      | 3      | 3      | 2      | 2      | 2      | 2      | 3      | 3      | 3      | 3      | 3      | 3      | 3      | 3      | 3      | 4      | 4      | 4      | 4      |
| FBC Melgar 4            | 7      | 9      | 7      | 8      | 11     | 13     | 14     | 16     | 15     | 9      | 10     | 8      | 8      | 7      | 7      | 8      | 8      | 9      | 7      | 5      | 8      | 6      | 5      | 5      | 5      | 5      |
| Cienciano               | 5      | 5      | 3      | 2      | 2      | 2      | 2      | 5      | 7      | 5      | 4      | 4      | 9      | 9      | 8      | 7      | 6      | 6      | 9      | 10     | 9      | 7      | 8      | 7      | 6      | 6      |
| Sport Boys 7            | 13     | 17     | 9      | 11     | 12     | 8      | 11     | 14     | 11     | 15     | 11     | 12     | 15     | 11     | 9      | 10     | 12     | 11     | 10     | 8      | 6      | 9      | 7      | 6      | 7      | 7      |
| Ayacucho FC 2 4         | 11     | 14     | 8      | 4      | 5      | 3      | 3      | 4      | 5      | 6      | 7      | 9      | 4      | 4      | 5      | 5      | 5      | 5      | 8      | 6      | 10     | 8      | 6      | 8      | 8      | 8      |
| Carlos A. Mannucci      | 2      | 4      | 2      | 5      | 8      | 11     | 10     | 9      | 8      | 7      | 8      | 6      | 5      | 5      | 4      | 4      | 4      | 4      | 6      | 4      | 4      | 5      | 9      | 9      | 9      | 9      |
| UTC 5                   | 16     | 11     | 14     | 10     | 7      | 9      | 12     | 10     | 12     | 12     | 13     | 14     | 14     | 14     | 12     | 11     | 9      | 8      | 5      | 9      | 7      | 10     | 10     | 10     | 11     | 10     |
| Sport Huancayo          | 6      | 2      | 5      | 6      | 4      | 5      | 6      | 8      | 9      | 10     | 12     | 13     | 12     | 13     | 13     | 14     | 14     | 14     | 15     | 13     | 13     | 13     | 11     | 12     | 10     | 11     |
| Deportivo Municipal 3 7 | 15     | 16     | 17     | 18     | 17     | 18     | 16     | 15     | 17     | 16     | 16     | 16     | 11     | 12     | 15     | 15     | 15     | 15     | 12     | 12     | 11     | 12     | 12     | 11     | 12     | 12     |
| Academia Cantolao       | 17     | 7      | 11     | 15     | 16     | 17     | 15     | 12     | 14     | 14     | 15     | 15     | 16     | 17     | 14     | 13     | 10     | 10     | 11     | 11     | 12     | 11     | 13     | 14     | 13     | 13     |
| Alianza Atlético 1      | 9      | 15     | 16     | 17     | 14     | 16     | 13     | 13     | 10     | 11     | 9      | 10     | 13     | 15     | 16     | 16     | 16     | 16     | 16     | 16     | 15     | 14     | 16     | 13     | 14     | 14     |
| Deportivo Binacional 8  | 18     | 18     | 18     | 16     | 18     | 15     | 18     | 18     | 18     | 18     | 18     | 18     | 18     | 18     | 18     | 18     | 18     | 17     | 18     | 18     | 17     | 17     | 14     | 15     | 16     | 15     |
| Univ. San Martín 2 6    | 12     | 6      | 10     | 13     | 9      | 6      | 4      | 2      | 2      | 4      | 6      | 5      | 6      | 8      | 10     | 12     | 13     | 13     | 13     | 15     | 16     | 16     | 17     | 18     | 15     | 16     |
| Cusco FC                | 14     | 10     | 12     | 14     | 15     | 14     | 17     | 17     | 16     | 17     | 17     | 17     | 17     | 16     | 17     | 17     | 17     | 18     | 17     | 17     | 18     | 18     | 15     | 17     | 18     | 17     |
| Alianza Universidad     | 4      | 3      | 6      | 7      | 6      | 7      | 8      | 11     | 13     | 13     | 14     | 11     | 10     | 10     | 11     | 9      | 11     | 12     | 14     | 14     | 14     | 15     | 18     | 16     | 17     | 18     |

- 1 Posiciones de Alianza Atlético y Alianza Lima de la fecha 1 a la 7 con un partido pendiente entre ambos correspondiente a la Fecha 1 de la Fase 1.
- 2 Posiciones de Ayacucho y Univ. San Martín de la fecha 1 a la 3 con un partido pendiente entre ambos correspondiente a la Fecha 1 de la Fase 1.
- 3 Posiciones de Alianza Lima y Deportivo Municipal de la fecha 2 a la 3 con un partido pendiente entre ambos correspondiente a la Fecha 2 de la Fase 1.
- 4 Posiciones de Ayacucho y Melgar de la fecha 2 a la 3 con un partido pendiente entre ambos correspondiente a la Fecha 2 de la Fase 1.
- 5 Posiciones de UTC y Universitario de la fecha 3 a la 7 con un partido pendiente entre ambos correspondiente a la Fecha 3 de la Fase 1.
- 6 Posiciones de Sporting Cristal y Univ. San Martín de la fecha 11 a la 18 con un partido pendiente entre ambos correspondiente a la Fecha 2 de la Fase 2.
- 7 Posiciones de Deportivo Municipal y Sport Boys de la fecha 16 a la 18 con un partido pendiente entre ambos correspondiente a la Fecha 7 de la Fase 2.
- 8 Posiciones de Deportivo Binacional y Sporting Cristal de la fecha 16 a la 23 con un partido pendiente entre ambos correspondiente a la Fecha 7 de la Fase 2.

## Play-offs
Los play-offs fueron la última etapa del campeonato. Tanto Sporting Cristal como Alianza Lima accedieron directamente a la final porque ganaron un torneo corto y quedaron entre los 2 primeros puesto es la Tabla Acumulada. Ambos volvían a enfrentarse en una final, la última había sido en el 2018 donde los rimenses lograron vencer al conjunto íntimo.
Además en estas dos finales, se volvió a ver público en las tribunas luego de casi dos años sin espectadores en los estadios.

### Equipos clasificados
| Equipo           | Método de clasificación       | Fecha del registro |
| ---------------- | ----------------------------- | ------------------ |
| Sporting Cristal | Campeón de la Fase 1          | 30 de mayo         |
| Sporting Cristal | Primero en la tabla acumulada | 30 de octubre      |
| Alianza Lima     | Campeón de la fase 2          | 16 de octubre      |
| Alianza Lima     | Segundo en la tabla acumulada | 30 de octubre      |

### Final
| Ida; 21 de noviembre de 2021, 15:00 | Alianza Lima | 1:0 (1:0) | Sporting Cristal | Estadio Nacional, Lima                                 |                                                        |
|                                     | Barcos 33'   | Reporte   |                  | Asistencia: 12 906 espectadores Árbitro(s): Diego Haro | Asistencia: 12 906 espectadores Árbitro(s): Diego Haro |

| Vuelta; 28 de noviembre de 2021, 15:00 | Sporting Cristal | 0:0 (Global 0:1) | Alianza Lima | Estadio Nacional, Lima                                   |                                                          |
|                                        |                  | Reporte          |              | Asistencia: 12 906 espectadores Árbitro(s): Kevin Ortega | Asistencia: 12 906 espectadores Árbitro(s): Kevin Ortega |

|                                           |
|                                           |
| Campeón Nacional Alianza Lima 24.º título |
|                                           |

## Clasificación a torneos Conmebol

### Copa Libertadores 2022
| Clasificado como | Equipo                    | Fase           |
| ---------------- | ------------------------- | -------------- |
| Perú 1           | Alianza Lima              | Fase de grupos |
| Perú 2           | Sporting Cristal          | Fase de grupos |
| Perú 3           | Universitario             | Fase 2         |
| Perú 4           | Universidad César Vallejo | Fase 1         |

### Copa Sudamericana 2022
| Clasificado como | Equipo      | Fase   |
| ---------------- | ----------- | ------ |
| Perú 1           | FBC Melgar  | Fase 1 |
| Perú 2           | Cienciano   | Fase 1 |
| Perú 3           | Sport Boys  | Fase 1 |
| Perú 4           | Ayacucho FC | Fase 1 |

## Revalidación
| Ida; 4 de noviembre de 2021, 15:00 | Carlos Stein | 0:1 (0:0) | Deportivo Binacional | Estadio Monumental, Lima     |                              |
|                                    |              | Reporte   | Arango 55'           | Árbitro(s): Michael Espinoza | Árbitro(s): Michael Espinoza |

| Vuelta; 7 de noviembre de 2021, 15:00 | Deportivo Binacional                 | 0:1 (0:0) (2:4 p.)(Global 1:1) | Carlos Stein                                 | Estadio Monumental, Lima  |                           |
|                                       |                                      | Reporte                        | Freitas 77'                                  | Árbitro(s): Edwin Ordóñez | Árbitro(s): Edwin Ordóñez |
|                                       |                                      | Tiros desde el punto penal     |                                              |                           |                           |
|                                       | Mancilla · Carranza · Polar · Rosell |                                | Salas · Freitas · Ramírez · Quiñones · López |                           |                           |

|                     |                      |
| Carlos Stein        | Deportivo Binacional |
| Asciende a la Liga1 | Devuelto a la Liga1  |

## Descensos y regresos por resoluciones del TAS
El 1 de octubre del 2021, la FPF le dio la razón al Cusco FC y le dio por ganado su partido ante el Cienciano por 0-3, luego de haber acabado el campeonato, el Cienciano acude al TAS para que le devuelvan sus puntos perdidos en mesa, y en tal sentido también hubo la petición de las medidas cautelares correspondientes por parte de Deportivo Binacional y Club Universidad San Martín como terceros involucrados por verse afectados por lo resultante en la Tabla acumulada en el tema del descenso de la temporada 2021. De este modo, el día 21 de enero del 2022, el TAS le da la razón al "Papá de América" así como al "Poderoso del Sur" y le devuelven sus puntos al club ciencianista, por esto al Cusco FC se le restó 2 puntos y con eso una modificación considerable en la Tabla Acumulada. Cabe decir que de antemano se consideró que el club Carlos Stein, ganador de la Revalidación 2021, conservaba como correspondía su ascenso obtenido en cancha. De este modo, los cambios producidos a partir del Laudo del TAS fueron los siguientes:
- El Deportivo Binacional que había descendido en la revalidación, mantiene la categoría en la Liga1 ya que en la nueva Tabla Acumulada ocupa el 15° lugar.
- El Cusco FC que había salvado la categoría, desciende a Liga2 ya que en la nueva Tabla Acumulada ocupa el 17° lugar.
- El Club Universidad San Martín que había descendido, pasa a ocupar en la nueva Tabla Acumulada el 16° lugar, correspondiéndole jugar la revalidación. Pero dado que resultaba inejecutable la realización de un nuevo partido de esta definición porque la temporada 2021 había culminado, el equipo mantenía la categoría para la temporada 2022, con lo que se jugaría la Liga1 2022 con 19 equipos.

## Datos y estadísticas

### Tabla de goleadores
Nota: Nombres y banderas de equipos en la época.
| \| Pos. \| Jugador \| G. \| Part. \| Prom. \| Club \| \| ---- \| ---------------- \| -- \| ----- \| ----- \| -------------------- \| \| 1 \| Luis Iberico \| 12 \| 24 \| 0.50 \| FBC Melgar \| \| = \| Felipe Rodríguez \| 12 \| 25 \| 0.48 \| Carlos A. Mannucci \| \| 3 \| Gabriel Leyes \| 11 \| 22 \| 0.50 \| Cantolao \| \| = \| Joao Villamarín \| 11 \| 22 \| 0.50 \| Sport Boys \| \| 5 \| Víctor Perlaza \| 11 \| 23 \| 0.47 \| Alianza Atlético \| \| = \| Alex Valera \| 11 \| 24 \| 0.45 \| Universitario \| \| 7 \| Marlon de Jesús \| 10 \| 23 \| 0.43 \| Deportivo Binacional \| \| = \| Hernán Barcos \| 10 \| 28 \| 0.35 \| Alianza Lima \| \| 9 \| Bernardo Cuesta \| 9 \| 18 \| 0.50 \| FBC Melgar \| \| = \| Pablo Lavandeira \| 9 \| 20 \| 0.45 \| Ayacucho FC \| |                  |    |       |       |                      |
| Pos. | Jugador          | G. | Part. | Prom. | Club                 |
| 1 | Luis Iberico     | 12 | 24    | 0.50  | FBC Melgar           |
| = | Felipe Rodríguez | 12 | 25    | 0.48  | Carlos A. Mannucci   |
| 3 | Gabriel Leyes    | 11 | 22    | 0.50  | Cantolao             |
| = | Joao Villamarín  | 11 | 22    | 0.50  | Sport Boys           |
| 5 | Víctor Perlaza   | 11 | 23    | 0.47  | Alianza Atlético     |
| = | Alex Valera      | 11 | 24    | 0.45  | Universitario        |
| 7 | Marlon de Jesús  | 10 | 23    | 0.43  | Deportivo Binacional |
| = | Hernán Barcos    | 10 | 28    | 0.35  | Alianza Lima         |
| 9 | Bernardo Cuesta  | 9  | 18    | 0.50  | FBC Melgar           |
| = | Pablo Lavandeira | 9  | 20    | 0.45  | Ayacucho FC          |

### Tabla de asistentes
Nota: Nombres y banderas de equipos en la época.
| \| Pos. \| Jugador \| Asi. \| Part. \| Prom. \| Club \| \| ---- \| ------------------- \| ---- \| ----- \| ----- \| -------------------- \| \| 1 \| Felipe Rodríguez \| 10 \| 25 \| 0.40 \| Carlos A. Mannucci \| \| = \| Irven Ávila \| 10 \| 27 \| 0.37 \| Sporting Cristal \| \| 3 \| Hernán Barcos \| 8 \| 28 \| 0.28 \| Alianza Lima \| \| 4 \| Pablo Lavandeira \| 7 \| 21 \| 0.35 \| Ayacucho FC \| \| = \| Christofer Gonzales \| 7 \| 21 \| 0.35 \| Sporting Cristal \| \| = \| Marlon de Jesús \| 7 \| 23 \| 0.30 \| Deportivo Binacional \| \| = \| Alex Valera \| 7 \| 24 \| 0.29 \| Universitario \| \| 8 \| Jersson Vásquez \| 6 \| 25 \| 0.24 \| César Vallejo \| |                     |      |       |       |                      |
| Pos. | Jugador             | Asi. | Part. | Prom. | Club                 |
| 1 | Felipe Rodríguez    | 10   | 25    | 0.40  | Carlos A. Mannucci   |
| = | Irven Ávila         | 10   | 27    | 0.37  | Sporting Cristal     |
| 3 | Hernán Barcos       | 8    | 28    | 0.28  | Alianza Lima         |
| 4 | Pablo Lavandeira    | 7    | 21    | 0.35  | Ayacucho FC          |
| = | Christofer Gonzales | 7    | 21    | 0.35  | Sporting Cristal     |
| = | Marlon de Jesús     | 7    | 23    | 0.30  | Deportivo Binacional |
| = | Alex Valera         | 7    | 24    | 0.29  | Universitario        |
| 8 | Jersson Vásquez     | 6    | 25    | 0.24  | César Vallejo        |

## Premios y reconocimientos
Los siguientes reconocimientos fueron anunciados el 15 de diciembre de 2021.

### Premios de jugadores
| Premio         | Jugador                         | Club                            |
| -------------- | ------------------------------- | ------------------------------- |
| Mejor Jugador  | Hernán Barcos                   | Alianza Lima                    |
| Mejor Arquero  | Ángelo Campos                   | Alianza Lima                    |
| Mejor Goleador | Felipe Rodríguez y Luis Iberico | Carlos A. Mannucci y FBC Melgar |
| Gol de año     | Erinson Ramirez                 | Deportivo Municipal             |
| Mejor Sub-20   | Jesús Castillo                  | Sporting Cristal                |

### Premios de entrenadores
| Premio           | Entrenador    | Club         |
| ---------------- | ------------- | ------------ |
| Mejor Entrenador | Carlos Bustos | Alianza Lima |

### Premio de equipos
| Premio    | Club         | Club |
| --------- | ------------ | ---- |
| Fair Play | Alianza Lima |      |

### Once ideal
| \| N.º \| Pos. \| Nac. \| Jugador \| Equipo \| \| ------------- \| ---- \| ---- \| ------------------- \| ------------------------- \| \| 31 \| POR \| \| Ángelo Campos \| Alianza Lima \| \| 13 \| LTI \| \| Ricardo Lagos \| Alianza Lima \| \| 6 \| DCT \| \| Renzo Garcés \| Universidad César Vallejo \| \| 6 \| DCT \| \| Pablo Míguez \| Alianza Lima \| \| 26 \| LTD \| \| Jhilmar Lora \| Sporting Cristal \| \| 10 \| MED \| \| Felipe Rodríguez \| Carlos Mannucci \| \| 18 \| MED \| \| Christofer Gonzales \| Sporting Cristal \| \| 21 \| MED \| \| Josepmir Ballón \| Alianza Lima \| \| 11 \| MED \| \| Raziel García \| Cienciano \| \| 9 \| DEL \| \| Hernán Barcos \| Alianza Lima \| \| 9 \| DEL \| \| Luis Iberico \| FBC Melgar \| \| Fuente: Liga1 \| \| \| \| \| | Campos Lora Míguez Garcés Lagos Ballón García Iberico Rodríguez Barcos Gonzales |                      |                     |                           |
| N.º | Pos.                                                                            | Nac.                 | Jugador             | Equipo                    |
| 31 | POR                                                                             | Bandera de Perú      | Ángelo Campos       | Alianza Lima              |
| 13 | LTI                                                                             | Bandera de Perú      | Ricardo Lagos       | Alianza Lima              |
| 6 | DCT                                                                             | Bandera de Perú      | Renzo Garcés        | Universidad César Vallejo |
| 6 | DCT                                                                             | Bandera de Uruguay   | Pablo Míguez        | Alianza Lima              |
| 26 | LTD                                                                             | Bandera de Perú      | Jhilmar Lora        | Sporting Cristal          |
| 10 | MED                                                                             | Bandera de Uruguay   | Felipe Rodríguez    | Carlos Mannucci           |
| 18 | MED                                                                             | Bandera de Perú      | Christofer Gonzales | Sporting Cristal          |
| 21 | MED                                                                             | Bandera de Perú      | Josepmir Ballón     | Alianza Lima              |
| 11 | MED                                                                             | Bandera de Perú      | Raziel García       | Cienciano                 |
| 9 | DEL                                                                             | Bandera de Argentina | Hernán Barcos       | Alianza Lima              |
| 9 | DEL                                                                             | Bandera de Perú      | Luis Iberico        | FBC Melgar                |
| Fuente: Liga1 |                                                                                 |                      |                     |                           |

|  |  |  |  |  |  |  |  |  |  |  |  |  |